# アントン・ザイドル
アントン・ザイドル（Anton Seidl, 1850年5月7日 - 1898年3月28日）は、ハンガリー出身の指揮者。

## 経歴
ブダペストに生まれる。1870年10月にライプツィヒ音楽院に入学、1872年まで在籍するが、同年バイロイトでリヒャルト・ワーグナーの浄書係（コピスト）に選ばれ、同地で『ニーベルングの指環』の最初の浄書の作成を手伝う。ワーグナーに魅了され、1876年の第1回バイロイト音楽祭に参加した。
ワーグナーの推薦状を得てライプツィヒ市立劇場の指揮者に任命され、1882年までその地位に就く。その後は興行主アンゲロ・ノイマンの一座とともに、『ニーベルングの指環』の移動公演に携わった。ザイドルの指揮は評論家も一目置いたほどであり、『ニーベルングの指環』の公演は1882年6月にはロンドン、ウェストミンスターのハー・マジェスティーズ・シアターで行なわれるほど芸術的に成功した。
1883年にノイマンとともにブレーメンに移るが、2年後にはレオポルト・ダムロッシュの後任指揮者としてニューヨークのドイツ・オペラ・カンパニーに転出、同年に結婚。1891年にニューヨーク・フィルハーモニー管弦楽団の指揮者になり、任期中の1898年に死去した。
アントニン・ドヴォルザークの『新世界交響曲』の初演者でもある。
ザイドルはまた、グリーグの『抒情小曲集』第5集から4曲を選び、『ノルウェー組曲』と題して管弦楽編曲している。ザイドルの没後、グリーグがこれを基に自ら選曲と編曲をやり直して『抒情組曲』が生まれたが、元のザイドル編曲版からも『抒情組曲』では外された「鐘の音」が時折単独で演奏される。